# Сулимовский сельский совет (Роменский район)
Сулимовский сельский совет (укр. Сулимівська сільська рада) — входит в состав
Роменского района
Сумской области
Украины.
Административный центр сельского совета находится в 
с. Сулимы
.

## Населённые пункты совета
- с. Сулимы
- с. Коновалы